# أونا (ألمانيا)
أونا (بالألمانية: Unna)‏ هي مدينة في شمال الراين وستفاليا بألمانيا، وهي مقر منطقة أونا. يبلغ عدد سكانها حوالي 59000 نسمة، وهي من المدن الأثرية بعد اكتشاف حوالي 70 قطعة نقدية ذهبية اثناء عمليات التنقيب عام 1952 التي يعتقد انها دفنت في عام 1375.

## المقاطعات
تتكون المدينة من المناطق التالية:
- أونا (وسط المدينة)
- كونيغسبورن
- ماسين
- أفيردي
- بيلميريتش
- كيسيبورن
- مولهاوزن وأولسن
- لونيرن وستوكوم